# ژانگ آی
ژانگ آی (انگلیسی: Zhang Ai؛ زادهٔ ۲۳ سپتامبر ۱۹۸۱) بازیکن سافت‌بال زن اهل چین بود. در بازی‌های المپیک تابستانی ۲۰۰۴ شرکت کرده‌است.